# Markus Reinhardt

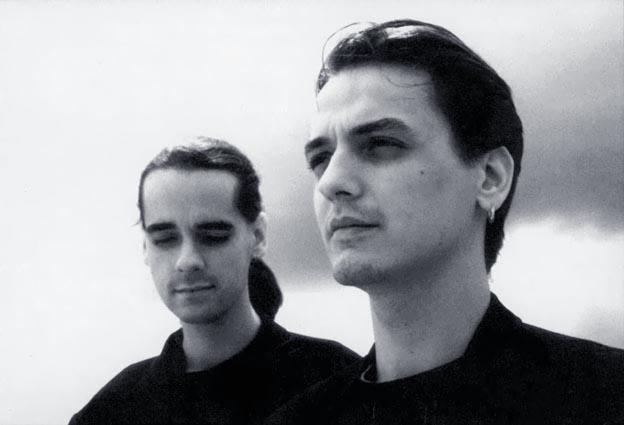
Markus Reinhardt (links) en Peter Heppner als Wolfsheim, 1992

Markus Johannes Reinhardt is een Duits muziekproducent en songwriter. Samen met zanger Peter Heppner vormde hij het synthpopduo Wolfsheim.
Wolfsheim werd opgericht in 1987. In 1991 had Reinhardt met Wolfsheim een grote hit binnen de gothic-cultuur met het nummer "The Sparrows and the Nightingales". Reinhardt was het brein achter deze compositie, maar ook Heppner heeft er aan mee geschreven.
In 2008 stopte Reinhardt met Wolfsheim. Sinds 2001 gaat hij solo als diskjockey.